# 裴杞
裴杞（越南语：／，發音：[ʔɓuj˨˩ ki˧˩]；1888年—1960年5月19日），越南近代教育家、儒學學者和文化研究專家。

## 家世
裴杞是河南省里仁府青廉縣珠梂社（今屬河南省府里市）人，祖父是副榜裴文桂，父親是三甲裴栻，輔政大臣裴殷年是他的伯祖父。兄弟裴桤、裴樑也都考中了舉人，一個妹妹嫁給了歷史學家陳仲金為妻。

## 生平
裴杞出生於同慶三年（1888年），從小接受漢文、儒學、法文和國語字教育。維新三年（1909年），他參加河南場鄉試，考中舉人。次年（1910年），會試中格，庭試考中副榜。科舉結束後，他沒有出仕做官，而是以奉養祖父和父親為由，回到北圻家中。
維新六年（1912年），裴杞被殖民政府選中，送到法國巴黎的殖民地學校（屬地場）留學。在留學期間，他得以遊覽歐洲各國，並有機會與留學歐洲的越南革命家潘周楨等人結識。維新八年（1914年），裴杞回到北圻。他拒絕了北圻統使府的徵召，留在家裡研究新學。
在祖父和父親相繼過世後，裴杞去了中國廣州兩年。啟定二年（1917年），裴杞回到河內，先後在高等師範學校、高等工政學校和高等法政學校教書。自保大七年（1932年）起，裴杞又在昇龍私塾和文郎私塾兩個地方教書。其中，昇龍私塾由一些親共產主義的進步知識份子如黃明鑑、潘清、鄧台梅、武元甲等人創辦。

除卻教學外，裴杞還是一位文化研究專家和作曲家，曾在《南風雜誌》、開智進德會的雜誌、《中北新闻》上發表文章。

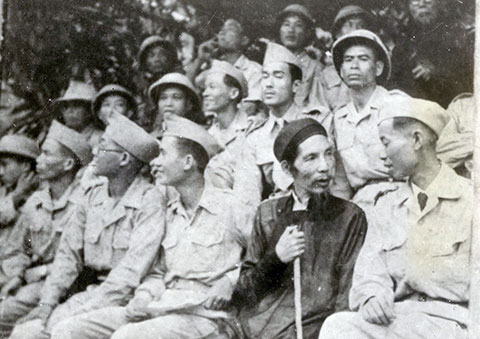
裴杞（前排右二）在與黃森 (越南)交談，攝於1948年

1945年八月革命後，裴杞支持越南民主共和國，並於1946年加入北越政府。1948年，他被邀請加入第三聯區抗戰行政委員會，擔任第三聯區越南國民聯合會主席。
抗戰結束後，裴杞被北越政府授予一項抗戰勳章，擔任越南祖國陣線主席團委員、保衛世界和平委員會委員、越中友誼會會長。
1960年5月19日，裴杞在河內去世，壽72歲。

## 家庭
裴杞的兒子裴琰曾任越南共和國駐美大使。